# Roni Peiponen

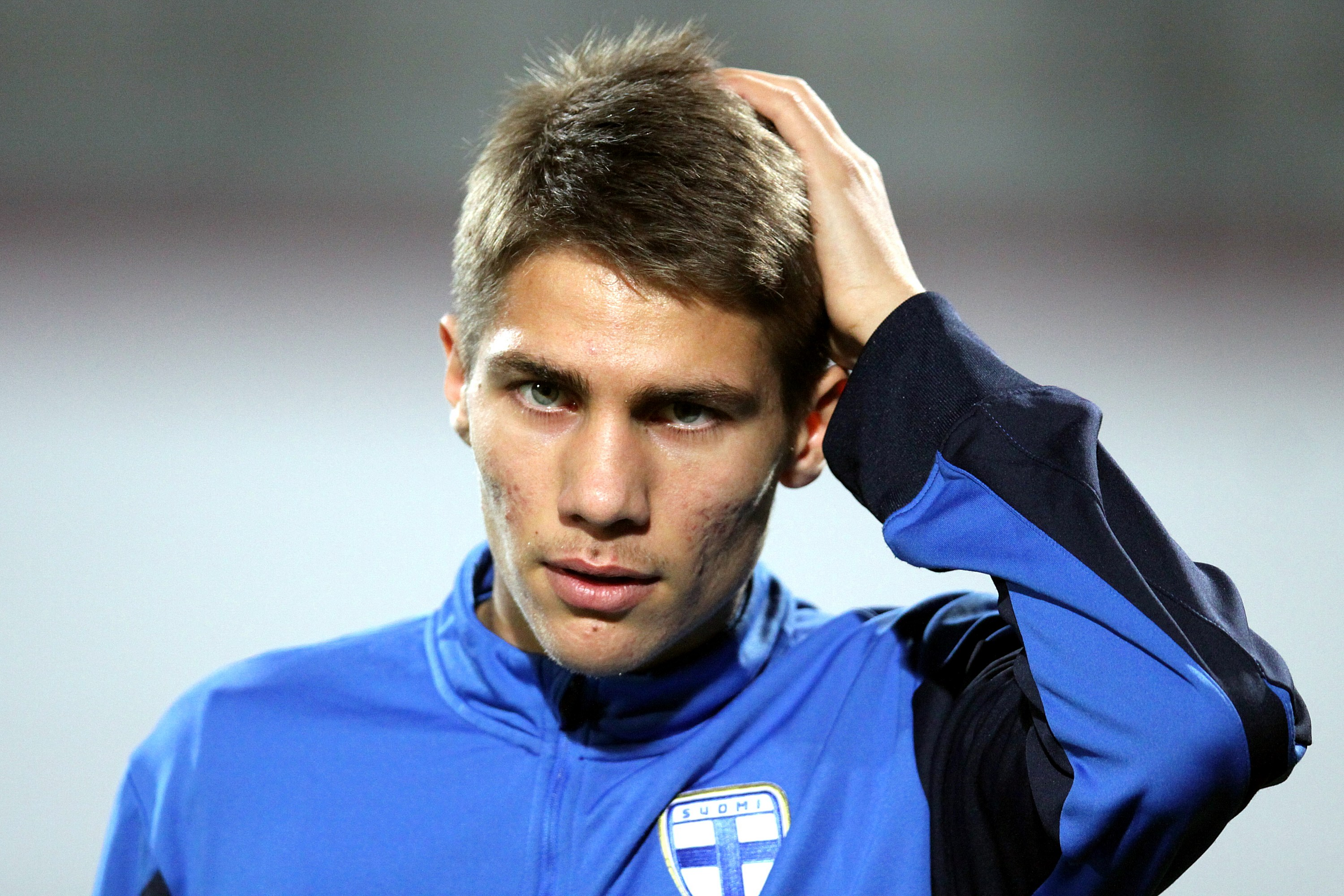
Roni Peiponen, 2015

Roni Peiponen (* 9. April 1997 in Kuopio; † vor oder am 1. Dezember 2022) war ein finnischer Fußballspieler. Er bestritt seine aktive Laufbahn in Finnland und Norwegen.

## Sportlicher Werdegang
Roni Peiponen wurde in der ostfinnischen Stadt Kuopio geboren. Er begann mit dem Vereinsfußball in Helsinki, zuerst bei Malminkartanon PETO (im Stadtteil Malminkartano) und schloss sich danach im Alter von acht Jahren der Nachwuchsabteilung von HJK Helsinki an. Dort avancierte er zum Juniorennationalspieler und bestritt 2014 beim Kooperationspartner Klubi 04 in der dritthöchsten Liga Kakkonen seine ersten Spiele im Erwachsenenbereich. In der Spielzeit 2015 stand er dauerhaft im HJK-Kader und bestritt mehr als die Hälfte der Ligaspiele in der Veikkausliiga, der höchsten Liga in Finnland.
Ende November 2015 wechselte Peiponen nach Norwegen und schloss sich Erstligist Molde FK an, wo er auf seinen Landsmann Joona Toivio traf. Kurz vor Beginn der Spielzeit 2016 wechselte er im März 2016 auf Leihbasis zum Zweitligisten Åsane Fotball. Im Sommer kehrte er zurück, wurde aber im Juli erneut verliehen – dieses Mal für anderthalb Jahre zurück zu HJK Helsinki. Nach Ende der Leihzeit wechselte er im Dezember 2017 dauerhaft zurück nach Finnland. Beim Gewinn der Meisterschaft am Ende der Spielzeit 2018 bestritt er elf Saisonspiele. 2020 beendete er seine Karriere und machte dabei seine Depression öffentlich.
2022 kehrte Peiponen kurzzeitig als Spieler des vormaligen Zweitligisten und Helsinkier Amateurklubs Malmin Palloseura (im Stadtteil Malmi) aufs Spielfeld zurück. Am 1. Dezember des Jahres wurde sein Tod im Alter von 25 Jahren bekannt gegeben. Er hatte zuvor seit Längerem an Schlafstörungen und Depressionen gelitten.